# Battaglia di Capo Cherchel
La battaglia di Capo Cherchel è stata una battaglia navale della guerra civile spagnola che vide di fronte l'incrociatore pesante Baleares, delle forze franchiste, contro gli incrociatori leggeri Libertad e Mendez Nunez e la loro scorta composta da cacciatorpediniere, del governo repubblicano, la mattina del 7 settembre 1937 vicino alle coste algerine.
Il Baleares venne sorpreso, in una zona controllata dal governo, mentre alcuni incrociatori e cacciatorpediniere repubblicani scortavano un mercantile.
Il Baleares, non era il principale pericolo per i lealisti. Anzi, il pericolo maggiore era rappresentato dalle possibili incursioni aeree che i nazionalisti potevano inviare dalla vicina base di Melilla
Per questo, gran parte della scorta del mercantile, composta dai cacciatorpediniere Lepanto, Almirante Valdés, Almirante Antequera, Almirante Miranda, Gravina, Jorge Juan y Escaño continuò a scortare la nave senza interferire con il Baleares.
Mentre queste navi proseguivano lungo il tragitto, gli incrociatori Libertad e Mendez Nunez attaccarono il Baleares. I colpi del Libertad colpirono Baleares disattivando temporaneamente la sua artiglieria. Ma i ribelli, riparato il danno, ripresero il tragitto.
Dopo questo scontro, le navi si ritrovarono ancora una volta nel pomeriggio, il Libertad iniziò a colpire le aree critiche del Baleares, che cercava disperatamente di allontanarsi per cercare il suo gemello, le Canarias.
Le navi repubblicane, attaccate dall'aviazione franchista, che comprendeva anche aerei italiani, dovettero desistere dall'attaccare ancora il Baleares. Il Baleares, gravemente danneggiato, ne approfittò per rifugiarsi ad Algeri.